# بوب ويتنغهام
بوب ويتنغهام (بالإنجليزية: Bob Whittingham)‏ هو لاعب كرة قدم بريطاني (وحمل سابقاً جنسية المملكة المتحدة لبريطانيا العظمى وأيرلندا) في مركز الهجوم، ولد في 1888 في ستوك أون ترينت في المملكة المتحدة، وتوفي بنفس المكان في 9 يونيو 1926. لعب مع برادفورد سيتي وبورت فايل وتشيلسي وستوك سيتي وسكونثورب يونايتد وماكليسفيلد تاون ونادي بلاكبول ونادي ريكسهام ونادي كرو ألكساندرا ونادي ساوث شيلدز ‏.